# Anthony Payne
Anthony Payne (Londen, 2 augustus 1936 - 30 april 2021) was een Brits componist, muziekwetenschapper, schrijver en docent op muziekgebied.

## Leven en werk
Payne interesseerde zich al snel voor klassieke muziek. Zijn muziekstudie volgde hij aan de Universiteit van Durham. Daarna was hij freelance musicoloog. Zijn eerste werk Phoenix Mass werd zo goed ontvangen dat hij daarna meerdere opdrachten kreeg. Zijn composities zijn in allerlei stijlsoorten geschreven. Grofweg valt zijn oeuvre in drie delen uiteen:
1. werken voor symfonieorkest
2. liederen voor koor of solist, al dan niet met begeleiding
3. kamermuziek, al dan niet met vocale solist.

Anthony Payne was degene die de 3e symfonie van Elgar geschikt maakte voor uitvoering. Edward Elgar liet alleen schetsen achter: zo’n 130 pagina’s waren klaar toen hij in 1934 stierf. Elgar zelf wilde eigenlijk niet dat aan zijn werken en schetsen gesleuteld werd, maar in 1993 gaven de nabestaanden hun fiat aan bewerking door Payne, aangezien de rechten op dit werk toch al in 2005 vrij kwamen. Payne was in 1997 klaar en al snel waren meer dan 200 uitvoeringen gegeven van dit werk, hetgeen opzienbarend genoemd mag worden voor een onvoltooide symfonie. Er zijn diverse opnamen gemaakt, onder meer door de dirigenten Sir Colin Davis en Richard Hickox. Na dit magnum opus vroeg Payne zich af of zijn werk aan die 3e symfonie zijn eigen composities te veel zou beïnvloeden. Dat bleek niet het geval, vond hij zelf.
Later completeerde hij een andere compositie in schets van Elgar: Pomp and Circumstance Mars nr. 6, die op Paynes 70e verjaardag in 2006 zijn première kreeg in de Londense Proms onder Andrew Davis
Naast componist was Payne een gewaardeerd schrijver en recensent. Hij schreef boeken over Arnold Schönberg, Frank Bridge en de 3e symfonie van Elgar. Recensies verschenen in onder meer The Times, The Daily Telegraph en The Independent. Daarnaast gaf hij les op allerlei instituten van de Verenigde Staten tot Australië, maar ook in Birmingham, Kingston en Londen (Royal College of Music) in zijn geboorteland. Ook gaf hij commentaar bij uitzendingen op BBC Radio 3.
Payne was getrouwd met de eveneens Britse sopraan Jane Manning voor en met wie hij diverse composities heeft geschreven en uitgevoerd, met het door henzelf opgerichte kamerorkest Jane’s Minstrels. Hij overleed eind april 2021 op 84-jarige leeftijd, een maand na de dood van zijn vrouw.

## Oeuvre
- 1965-1972: Phoenix Mass
- 1969: Paraphrases and cadenzas (trio)
- 1974: Concerto for orchestra
- 1975: First sight of her and after (liederen Thomas Hardy)
- 1979: The stones and lonely places sing (kamer)
- 1981: A day in the life of a mayfly (liederen)
- 1985: Spirits Harvest (orkest)
- 1986: The songs stream in the firmament
- 1989-2002: Poems of Edward Thomas
- 1990: Time’s Arrow (orkest)
- 1991: Symphonies of wind and rain (kamermuziek)
- 1993-1997: uitvoeringsversie van Symfonie nr. 3 (Elgar)
- 1995: Empty landscape-Heart’s ease
- 1999: Scenes from the Woodlanders (tekst Thomas Hardy)
- 2002: Visions and Journeys (orkest)
- 2002: Of knots and skeins (viool/piano)
- 2006: Completering van Pomp and Circumstance nr. 6 van Elgar
- ? Micro-sonata
- ? Song without end